# (4060) Deipylos
(4060) Deipylos ist ein Asteroid aus der Gruppe der Jupiter-Trojaner. Damit werden Asteroiden bezeichnet, die auf den Lagrange-Punkten auf der Bahn des Jupiter um die Sonne laufen. (4060) Deipylos wurde am 17. Dezember 1987 von Eric Walter Elst und Guido Pizarro entdeckt. Er ist dem Lagrangepunkt L4 zugeordnet. 
Benannt ist der Asteroid nach der mythologischen griechischen Heldenfigur Deipylos, einen Gefährten des Sthenelos vor Troja.